# The Salmon Dance
The Salmon Dance is een nummer van The Chemical Brothers, uitgebracht op 17 september 2007 door het platenlabel Virgin. Het nummer behaalde de 27e positie in de UK Singles Chart.